# Mietta

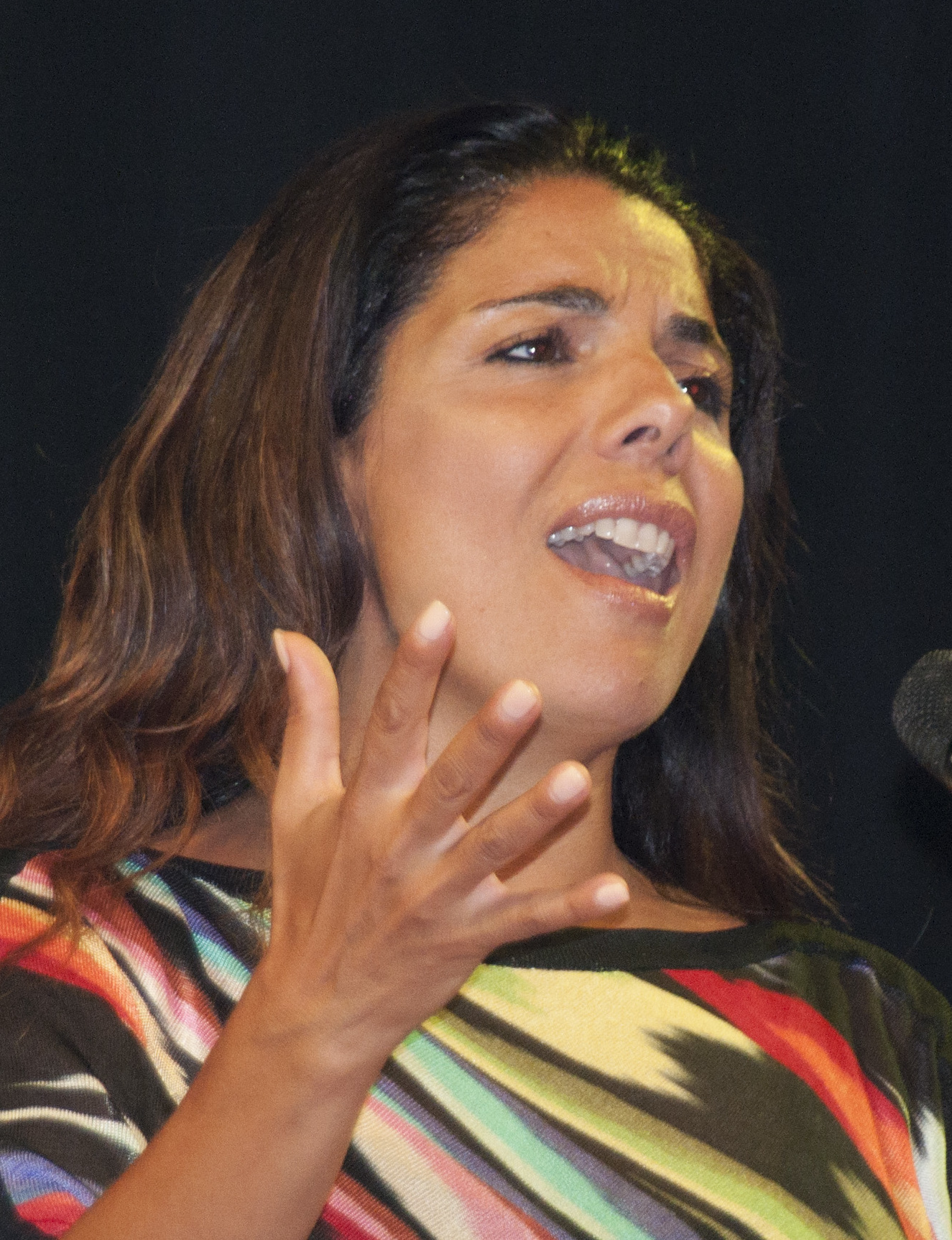
Mietta, 2016

Mietta (* 12. November 1969 in Tarent als Daniela Miglietta) ist eine italienische Sängerin.

## Karriere
Mietta begann ihre Karriere 1987 mit dem Sieg in einem Radiowettbewerb, woraufhin sie 1988 beim Sanremo-Festival mit dem Lied Sogno debütierte, das allerdings nicht das Finale erreichte. 1989 präsentierte sie beim Sanremo-Festival das von Amedeo Minghi geschriebene Lied Canzoni, mit dem sie den ersten Platz in der Newcomer-Kategorie belegen konnte. Das Lied wurde ihr erster Charthit in Italien. 1990 präsentierte sie beim Sanremo-Festival im Duett mit Amedeo Minghi das Lied Vattene amore. Das Stück erreichte Platz drei beim Festival und war wochenlang Nummer eins in Italien. Im selben Jahr erschien ihr erstes Album Canzoni beim Label Fonit Cetra.
Auch 1991 nahm Mietta wieder am Sanremo-Festival teil; ihr Lied Dubbi no stammte erneut aus der Feder Amedeo Minghis und erreichte den siebten Platz. Im Anschluss erschien ihr zweites Album Volano le pagine. Schon im Jahr darauf veröffentlichte sie das dritte Album Lasciamoci respirare. Mit Figli di chi kehrte Mietta 1993 nach Sanremo zurück, begleitet von der Gruppe Ragazzi di Via Meda, und landete auf dem sechsten Platz. 1994 veröffentlichte sie das Album Cambia pelle, 1995 Daniela è felice; beide Alben konnten nicht an den Erfolg der früheren anknüpfen.
Nach einem Wechsel der Sängerin zum Label WEA erschien 1998 das neue Album La mia anima. Zwei Jahre später nahm sie mit Fare l’amore wieder am Sanremo-Festival teil und brachte im Anschluss das Best-of-Album Tutto o niente heraus. 2003 erschien Per esempio… per amore. Im Jahr darauf ging sie mit Morris Albert und dem Lied Cuore ein weiteres Mal in Sanremo ins Rennen, 2005 nahm sie an der Realityshow Music Farm teil. Beim Label Ambra veröffentlichte Mietta das nächste Album 74100. Nach einer weiteren Sanremo-Teilnahme folgte 2008 Con il sole nelle mani (Sony BMG).
Im Jahr 2011 veröffentlichte Mietta bei Carosello Records das Album Due soli…. Außerdem brachte sie ihren ersten Roman L’albero delle giuggiole heraus. In der Castingshow Star Academy auf Rai 2 betätigte sich die Sängerin als Jurorin, die Sendung wurde jedoch nach kurzer Zeit wegen schlechter Einschaltquoten eingestellt.
Sie hat mit vielen bekannten italienischen Musikern zusammengearbeitet, wie Mango, Mariella Nava oder Biagio Antonacci, die allesamt Lieder für sie geschrieben haben.

## Diskografie

### Alben
| Jahr | Titel                  | Höchstplatzierung, Gesamtwochen, AuszeichnungChartsChartplatzierungen (Jahr, Titel, Platzierungen, Wochen, Auszeichnungen, Anmerkungen) | Anmerkungen      |
| Jahr | Titel                  | IT | Anmerkungen      |
| ---- | ---------------------- | --- | ---------------- |
| 1990 | Canzoni                | IT3 (22 Wo.)IT | Fonit Cetra      |
| 1991 | Volano le pagine       | IT16 (6 Wo.)IT | Fonit Cetra      |
| 1992 | Lasciamoci respirare   | IT24 (1 Wo.)IT | Fonit Cetra      |
| 1998 | La mia anima           | IT35 (1 Wo.)IT | WEA              |
| 2000 | Tutto o niente         | IT18 (12 Wo.)IT | WEA Kompilation  |
| 2006 | 74100                  | IT37 (1 Wo.)IT | Ambra / Sony BMG |
| 2008 | Con il sole nelle mani | IT33 (2 Wo.)IT | Sony BMG         |
| 2011 | Due soli…              | IT42 (3 Wo.)IT | Carosello        |

- Cambia pelle (Fonit Cetra; 1994)
- Daniela è felice (Fonit Cetra; 1995)
- Per esempio… per amore (WEA; 2003)

### Singles (Auswahl)
| Jahr | Titel Album                               | Höchstplatzierung, Gesamtwochen, AuszeichnungChartsChartplatzierungen (Jahr, Titel, Album, Platzierungen, Wochen, Auszeichnungen, Anmerkungen) | Anmerkungen              |
| Jahr | Titel Album                               | IT | Anmerkungen              |
| ---- | ----------------------------------------- | --- | ------------------------ |
| 1989 | Canzoni                                   | IT7 (15 Wo.)IT | B-Seite: La mia casa     |
| 1990 | Vattene amore Canzoni                     | IT1 Gold (2023) · (32 Wo.)IT | mit Amedeo Minghi        |
| 1991 | Dubbi no Volano le pagine                 | IT11 (16 Wo.)IT | B-Seite: L’amore esagera |
| 2000 | Fare l’amore Tutto o niente               | IT15 (8 Wo.)IT |                          |
| 2002 | Shisa Per esempio… per amore              | IT38 (1 Wo.)IT |                          |
| 2003 | Abbracciati e vivi Per esempio… per amore | IT39 (1 Wo.)IT |                          |
| 2004 | Cuore                                     | IT25 (1 Wo.)IT | mit Morris Albert        |
| 2006 | Il fiore 74100                            | IT20 (3 Wo.)IT |                          |
| 2008 | Baciami adesso Con il sole nelle mani     | IT22 (2 Wo.)IT |                          |